# Урс Осерский
Урс (ум. 508) — святой епископ Осеррский. День памяти — 30 июля.
Святой Урс жил отшельником при храме св. Аматора, прежде чем был избран епископом в возрасте 75 лет. По преданию, его избрание случилось после того, как по молитвам святого город был спасен от огня.